# Castelltort
Castelltort es una entidad de población española del municipio de Guixers, perteneciente a la provincia de Lérida, en la comunidad autónoma de Cataluña.

## Historia
A mediados del siglo XIX, el lugar, descrito como una parroquia dependiente de Guixes, estaba formado por varias masías dispersas. Aparece descrito en el sexto volumen del Diccionario geográfico-estadístico-histórico de España y sus posesiones de Ultramar de Pascual Madoz de la siguiente manera:

CASTELLTORT: parr. de la prov. de Lérida, part. jud. y dióc. de Solsona, térm. jurisd. de Guixes: se halla sit. al estremo NE. del térm., á la márg. izq. del r. Cardaner: la componen varias casas esparcidas, llamadas en el pais masias. Antiguamente la igl. y casa del cura estaban sit. en lo mas alto de un monte en direccion al E., donde todavia se conservan los edificios medio arruinados, habiéndose trasladado al punto que ahora ocupan á últimos del siglo XVIII. Depende en todos conceptos de Guixes con el cual contr. (V.)
(Madoz, 1847, p. 165)

En 2024 la entidad singular de población de Castelltort, perteneciente al municipio de Guixers, tenía empadronados 4 habitantes.